# Fürstenberský palác
Fürstenberský palác (býval někdy označován i jako palác Netolických) je původně renesanční stavba, která se nachází v Praze na Malé Straně v ulici Valdštejnská 153/8. Součástí areálu paláce je také Malá a Velká Fürstenberská zahrada, která bývá považována za nejhezčí starou pražskou zahradu. Objekt je chráněn jako kulturní památka a sídlí v něm velvyslanectví Polské republiky.

## Historie

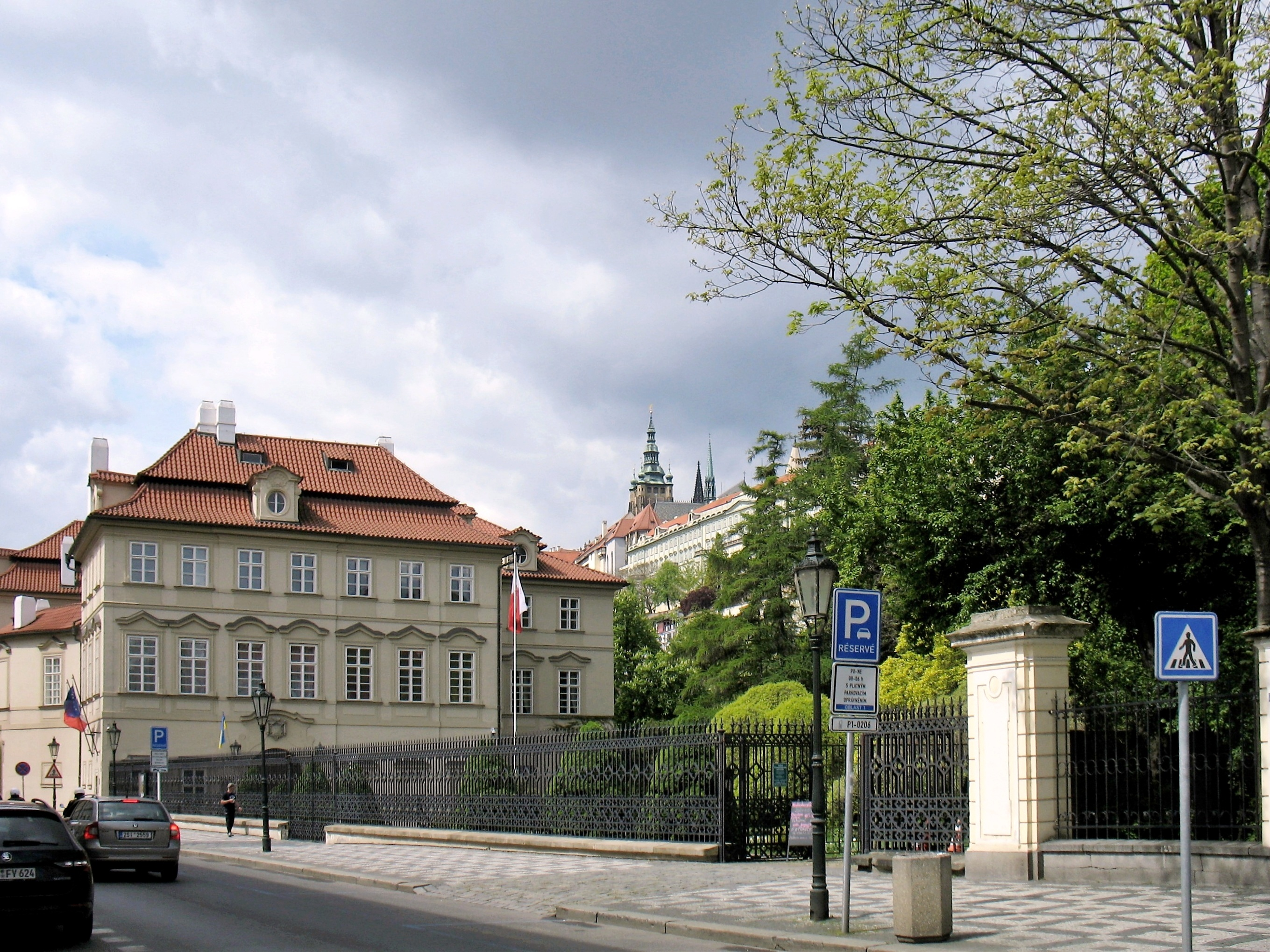
Fürstenberský palác se zahradami pod Pražským hradem

Pozemek paláce se nachází mimo území Malé Strany opevněné ve středověku. Až do 16. století se tu údajně provozovaly jen zemědělské činnosti. V roce 1580 pozemek koupil císařský rada Václav Berka z Dubé a Lipé, který dále v roce 1583 přikoupil vinice na svahu hradního návrší. Zhruba do roku 1600 palác získal v několika etapách vcelku svou nynější podobu.
V roce 1714 palác získala hrabata z Vrbna. Do této doby je časově řazen portál v uličním průčelí a snad i architektonicky pozoruhodné schodiště.
V polovině 18. století prováděl rozsáhlé úpravy Václav Kazimír Netolický z Eisenberka, který dal budově dnešní podobu. Palác je v zásadě trojkřídlý dvoupatrový, čtvrté jižní křídlo uzavírající nádvoří tvoří nižší spojovací galerie při Valdštejnské ulici. Architekt není doložen, i když je jako možný autor někdy uváděn F. M. Kaňka, případně jeho žák Václav Špaček. V západním křídle je velký sál, který prochází dvěma patry a je vyzdoben nástropní freskou neznámého malíře. Další úpravy kolem roku 1790 související se zahradou jsou připisovány Ignácovi Paliardimu.
Roku 1822 přešla zanedbaná nemovitost do rukou knížete Karla Egona z Fürstenbergu, vzdělaného muže, člena Královské učené společnosti, který se mimo jiné později zasloužil o vznik českého Národního muzea a po němž je také palác pojmenován. Kníže Karel Egon zde provedl dílčí užitkové zásahy a měl zde vzácné sbírky a knihy. Byl ovšem taktéž významným průmyslníkem, který v českých zemích založil slévárny a hutě, proto ve sklepě paláce zřídil sklad výrobků a železářského zboží ze svých hutí v Nižboru. Skladování oceli však mělo neblahý vliv na zahradu, která musela být na konci 19. století obnovena.
V roce 1920 palác získal československý stát, který jej od roku 1922 pronajímá polskému velvyslanectví.
Prostory zatupitelského úřadu nejsou veřejně přístupné, ale od roku 2008 je zpřístupněna terasová část palácové zahrady.